# Reitterelater bouyoni
Reitterelater bouyoni е вид бръмбар от семейство Полски ковачи (Elateridae). Видът е почти застрашен от изчезване.

## Разпространение
Разпространен е в Австрия, Испания, Италия, Португалия, Словакия, Унгария, Франция и Чехия.

## Описание
Популацията на вида е намаляваща.